# Мороз Ольга Михайлівна
Ольга Михайлівна Мороз (13 січня 1971, с. Городець Володимирецького району — 15 березня 2015, Нетішин) — українська журналістка, з 2005 членкиня Національної спілки журналістів, головна редакторка газети «Нетішинський вісник».

## Життєпис
Закінчила факультет української філології та історії Рівненського педінституту (1990—1996). До 2000 року працювала вчителькою у ЗОШ № 4 м. Нетішина. З квітня 2000 по квітень 2002 — керівниця пресслужби міського голови Нетішина.
14 березня 2015 року вбита у власному помешканні.
15 січня 2016 на приміщенні редакції газети «Нетішинський вісник» у пам'ять про Ольгу Мороз відкрито меморіальну дошку.